# Assahrij
Assahrij (en arabe : السهريج) est une ville du Maroc, chef-lieu de la commune du même nom. Elle est située dans la région de Marrakech-Safi.